# Xanthomyrtus
Xanthomyrtus é um género botânico pertencente à família Myrtaceae.